# Henry E. Brown Jr.
Henry Edward Brown Jr. (ur. 20 grudnia 1935) – amerykański polityk, członek Partii Republikańskiej.
W latach 2001–2011 przez pięć kolejnych dwuletnich kadencji Kongresu Stanów Zjednoczonych był przedstawicielem pierwszego okręgu wyborczego w stanie Karolina Południowa w Izbie Reprezentantów Stanów Zjednoczonych.